# República Dominicana nos Jogos Olímpicos
A República Dominicana participou pela primeira vez dos Jogos Olímpicos em 1964. Eles apareceram em todas as edições dos Jogos desde então. A República Dominicana nunca competiu nos Jogos Olímpicos de Inverno.
O país ganhou 4 medalhas desde sua estreia nos jogos. Pedro Nolasco ganhou um bronze no boxe nos Jogos Olímpicos de Verão de 1984 e em 2004 Felix Sanchez ganhou um ouro nos 400m com barreiras. Nos Jogos Olímpicos de Verão de 2008, Manuel Felix Diaz ganhou a medalha de ouro no Boxe e Gabriel Mercedes conquistou a prata no Taekwondo.
O país foi representado pelo Comitê Olímpico da República Dominicana desde o início. 

## Quadro de Medalhas

### Medalhas por Jogos de Verão
| Jogos                 | Ouro | Prata | Bronze | Total |
| 1964 Tóquio           | 0    | 0     | 0      | 0     |
| 1968 Cidade do México | 0    | 0     | 0      | 0     |
| 1972 Munique          | 0    | 0     | 0      | 0     |
| 1976 Montréal         | 0    | 0     | 0      | 0     |
| 1980 Moscou           | 0    | 0     | 0      | 0     |
| 1984 Los Angeles      | 0    | 0     | 1      | 1     |
| 1988 Seul             | 0    | 0     | 0      | 0     |
| 1992 Barcelona        | 0    | 0     | 0      | 0     |
| 1996 Atlanta          | 0    | 0     | 0      | 0     |
| 2000 Sydney           | 0    | 0     | 0      | 0     |
| 2004 Atenas           | 1    | 0     | 0      | 1     |
| 2008 Pequim           | 1    | 1     | 0      | 2     |
| Total                 | 2    | 1     | 1      | 4     |

### Medalhas por Esporte
| Jogos     | Ouro | Prata | Bronze | Total |
| Boxe      | 1    | 0     | 1      | 2     |
| Atletismo | 1    | 0     | 0      | 1     |
| Taekwondo | 0    | 1     | 0      | 1     |
| Total     | 2    | 1     | 1      | 4     |